# Данијела Јовановић
Данијела Јовановић (Шабац, 1975) српски је писац и преводилац. Дипломирала је на Одељењу за историју на Филозофском факултету Универзитета у Београду.
Члан је Српског књижевног друштва. Ауторске радове и књижевне преводе објављује у периодици. Живи и ради у Београду.

## Објављена дела
- Ватра, роман, СКЦ Крагујевац, Крагујевац, 2008.
- Роми у Јеврејском логору Земун 1941—1942, историјска студија, Heinrich Böll Stiftung, Београд, 2012.
- Ред овога, ред онога, књига поезије, 2018.
- Од рајског врта до Кембелове супе: Прилози за историју хране и исхране, историјска студија, ИК Филип Вишњић, Београд, 2022.

Објављивање историјске студије Од рајског врта до Кембелове супе, Прилози за историју хране и исхране финансијски је подржало Министарство Републике Србије као капитално дело које се објављује на српском језику из области културе.

## Књижевни преводи (избор)
- Брајан Хенри, Карантин, збирка песама, Трећи трг, Београд. 2010.  978-86-86337-39-9.  175053068
- Чеслав Милош, Била је зима, песма, Повеља Краљево, 2/2010.  178701068
- Поезија америчког Запада, Повеља Краљево, 3/2010.
- Барбара Кингсолвер, Помирење, есеј, Кораци Крагујевац, 7-8/2010.
- Енес Халиловић, Leaves on Water, збирка песама, Трећи Трг, 2009.  978-86-86337-29-0.  168913420
- Барбара Кингсолвер, Нечије дете, есеј, Тиса Бечеј, 2012.
- Ш. Џексон, Лутрија, Кораци - часопис за књижевност, уметност и културу, свеска 7-9, Крагујевац, 2014.
- Афроамеричка поезија, збрика поезије, БКГ Београд, 2015. (избор и превод)
- У. Легвин, Намојски језик, Кораци – часопис за књижевност, уметност и културу, година L, свеска 7-9, Крагујевац, 2016.
- , , , , 2016, 383-388. (превод песама Е. Халиловића)
- Џ. Кењон, Долазак кући у сумрак у позно лето, Поља, бр. 525, година LXV, септембар-октобар 2020.
- П. К. Пејџ, Ecce Homo, Поља, бр. 529, година LXV, мај-јун 2021 (избор и превод песама П. К. Пејџ)
- Н. Ђовани, О слушању Девојке с косом боје лана, Поља, бр. 534, година LXVI, март-април 2022. (избор и превод песама Ники Ђовани)
- У. Легвин, Каша на Ајалаку, Бокатин Дијак - часопис за језик, књижевност и духовност, број 20, Лопаре, 2022. (превод приче)
- М. Херман Секулић, Nine Lives of Milena Pavlović Barilli, роман, Пожаревац, 2022. (превод на енглески)

## Научни рад
- Роми у Јеврејском логору Земун 1941—1942, зборник радова поводом Међународне конференције о Старом сајмишту, Heinrich Böll Stinfung, Београд, април 2012.[2]

## Награде
- Награда на конкурсу за прву књигу (роман Ватра), СКЦ Крагујевац, 2008.
- Награда Сцене Црњански за кратку причу Игра, 2005.